# James Roosevelt I
Pour les articles homonymes, voir Roosevelt.
James Roosevelt I, né le 16 juillet 1828 à Hyde Park (New York) et mort le 8 décembre 1900 à New York, est un homme d'affaires américain. Il est le père de James Roosevelt Roosevelt et du futur président Franklin Delano Roosevelt.

## Biographie
Il est le fils de l'homme d'affaires Isaac Daniel Roosevelt (1790-1863) et Marie Rebecca Aspinwall (1809-1886). Les parents d'Isaac étaient l'homme d'affaires Jacobus Roosevelt III et Catherine Welles. Les parents de Marie étaient John Aspinwall et Susan Howland.
En 1847, James Roosevelt est diplômé de l'Union College à Schenectady. En 1853, il épousa sa cousine au deuxième degré, Rebecca Brien Howland (15 janvier 1831—21 août 1876). Ils eurent un fils, James Roosevelt Roosevelt, dit Rosey.
Quatre ans après la mort de Rebecca, il a rencontré une sixième cousine nommée Sara Ann Delano lors d'une fête célébrant l'obtention du diplôme de son lointain cousin Théodore Roosevelt, Jr. (1858-1919) de l'université Harvard. James et Sara se sont mariés le 7 octobre 1880, et sont devenus les parents de Franklin Delano Roosevelt. James était un bon père pour Franklin, cependant ses problèmes cardiaques le rendaient bien souvent incapable de s'occuper de son fils.
Les intérêts commerciaux de Roosevelt étaient majoritairement portés dans les mines de charbon et le transport. Il a été vice-président de la Delaware and Hudson et le président de la Southern Railway.
James meurt vingt ans après avoir épousé Sara, à qui il laisse la majorité de son héritage, avec seulement une modeste partie pour Franklin.

## Dans la culture populaire
Roosevelt est cité par John Lithgow dans Le Roosevelt, une série de documentaires de 2014 faite par Ken Burns.